# Masters de Montecarlo 1972
El Abierto de Montecarlo 1972 fue un torneo de tenis masculino jugado sobre tierra batida. Fue la 66.ª edición de este torneo. Se celebró entre el 27 de marzo y el 2 de abril de 1972.

## Campeones

### Individuales
Ilie Năstase vence a  František Pála,  6–1, 6–0, 6–3.

### Dobles
Patrice Beust /  Daniel Contet vencen a  Jiří Hřebec /  František Pála, 3-6, 6-1, 12-10, 6-2.